# Гололико саки
Гололикото саки (Pithecia irrorata) е вид бозайник от семейство Сакови (Pitheciidae).

## Разпространение
Видът е разпространен в Боливия, Бразилия и Перу.